# 雛菊つばさ
雛菊 つばさ（ひなぎく つばさ、1997年8月18日 - ）は、日本のAV女優。ファンスタープロモーション所属。

## 略歴
2016年10月、Fitchの専属女優としてAVデビュー。
2017年4月より専属を離れ、企画単体女優となる。
2019年に公式ツイッターのアカウントが削除され、新作の発売がなくなる。
2020年2月27日に新たにツイッターを開始。突然活動を休止したことへの謝罪とまだ引退はしていないことをツイート。

## 人物
三重県出身。
中学3年の時に同じクラスの仲の良かった男子（彼氏ではない）と相手の家で初体験。デビュー前の経験人数は3人。
高校2年までバストはB〜Cカップだったが、3年の時にGカップまで大きくなった。
漠然と“撮影”という仕事に興味があり、AV女優なら地元を離れることなくできると知り自ら応募したことがAV女優となったきっかけ。その様な経緯もあってデビュー後も三重に在住し、撮影のたびに上京している。

## 出演作品

### アダルトDVD
- Fitch専属 恥ずかしいけど頑張ります!純朴かわいいGカップ 新人 雛菊つばさ19歳AVデビュー 今しか観れないこの瞬間を4Kカメラで高画質収録!（10月1日、Fitch）
- 本気汁が白濁するまでイカされるねっとり濃厚ファック（11月1日、Fitch）
- 24時間いつでもズッポシ! たっぷりイチャイチャ同棲生活!（12月1日、Fitch）

- 爆乳エロコスプレイヤー 会員限定中出し撮影会（1月1日、Fitch）
- 本性剥き出し絶頂オマ○コ4本番（2月1日、Fitch）
- 恥ずかしくしつけられたい爆乳パイパン中出しメイド（3月1日、Fitch）
- マジックミラーの向こうにはシングルマザーのお母さん! 母子家庭の姉弟が進学費用をゲットするため母に内緒で生SEX&生中出しにチャレンジ!? 弟思いの美人姉は我慢汁タラタラ破裂寸前の弟勃起チ○ポにうっとり興奮!お金のために近親相姦!?（4月21日、DOC）※「翼」名義
- 素人おっぱいエステナンパ!（4月21日、DOC）※「ひかり」名義
- 御奉仕メイドRoom（5月25日、BeFree）
- 彼女の妹とデリヘルでまさかの遭遇!! 巨乳な妹さんと彼女に内緒で中出しSEXライフ!!（6月1日、OPPAI）
- おしっこが我慢出来ず野ションしてたら、中年オジさんに見つかり脅迫レイプされるロリ娘! 犯されている間も、オシッコ漏らすお子様マ●コに大量中出し!!（6月9日、SCOOP）
- 風俗店の求人に応募したら新人嬢のレクチャー係に配属されたラッキーなおれ（6月19日、MOODYZ）
- 女の子をいきなり拘束して 固定バイブでガックガクになるまでイカセたら、おかしくなり過ぎて愛液ダダ漏れビックビクになったのでそのまま中出し乱交（7月1日、Rookie）
- 車を走らせて、巨乳の君に会いに。地方在住出張撮影 まり 19才 Gカップ（7月19日、キチックス）※「まり」名義
- 久しぶりに実家に帰って来たら妊娠に悩む2人のデカ乳姉が!フル勃起が止まらないウブな童貞弟を豊満オッパイで圧迫しながら強制生挿入!夢の近親相姦3PSEXで何度も中出しさせられる!（8月11日、V&R PRODUCE）
- ガッテン 女子校生応援企画! “アクメ暗記パンツ”で脳内エンドルフィン絶頂イキ! 「女子校生諸君!記憶力を上げる勉強法を教えちゃいます!」（8月19日、キチックス）※「アイ」名義
- 母性に飢えたオトナになりきれない童貞の息子に責任感じた巨乳の母が優しく授乳手コキ!まさかのフル勃起に欲しがり汁垂らしっぱなしで馬乗りズブリ!旦那では満たされない母は息子の若いチ○ポで何度も中出し懇願! 2（9月8日、V&R PRODUCE）
- SEXの逸材。 VOL.01 ドスケベ素人の衝撃的試し撮り 性癖をこじらせてプレステージに自らやって来た本物素人さんの顛末。（9月15日、プレステージ）
- Gカップ短距離ランナー（10月10日、ケートライブ）※「みか」名義
- 極☆猥褻女学院 1 ［相模原］巨乳 150cm未満（10月27日、FIRST STAR）※「つばさ」名義
- 女性週刊誌の取材だと称して美人に声をかけ、童貞くんの切実な思いを聞かせたら優しい人妻はオナニーのお手伝いをしてくれるか 2（11月1日、変態紳士倶楽部）
- JK中出しオークション 援●交際最先端ドキュメント☆オークションサイトで自らを商品として売る少女たち（11月1日、炉利）※「あんな」名義
- ニートの妹は隠れ巨乳のGカップ! そしてニートになった僕との真っ昼間、兄妹水入らず2人っきりのいやらしい時間!!（11月7日、思春期フィクション）
- 優等生。（12月1日、クリスタル映像）※「つばさ」名義
- 制服騙し（12月1日、ドリームチケット）
- 秘境、炉利巨乳村。（12月1日、キチックス）
- 小生意気な援交ボインでか美ちゃん(仮) 強制田舎露出中出し日誌 世の中舐めてるガキんちょの弱みを握って脅して辱めてやりました。（12月8日、FIRST STAR）※「えりか」名義
- 容赦無き調教奴隷イラマチオ 〜犯される喉奥。無慈悲な最凶腰振りで泣き崩れる女達〜（12月22日、SEX Agent）
- 臭い!汚い! ちんかす掃除フェラチオ 〜舐めてしゃぶって綺麗にこそぎ取ってくれる尊い女性達〜（12月22日、SEX Agent）

- 近親相姦 嫁入り前、父と娘に残された時間はあと少し…（1月4日、グローリークエスト）
- SEXの逸材。 VOL.08 ドスケベ素人の衝撃的試し撮り 性癖をこじらせてプレステージに自らやって来た本物素人さん達の顛末。（1月5日、プレステージ）
- 痴女が通うメンズヘルス 〜女性向け風俗にハマる淑女たち〜（1月11日、アイエナジー）
- 家には誰もいないと思ったのか?オナニーで絶叫する妹。こっちがウトウトしているのにうるさくて眠れない!!ドアを開け怒鳴ってやろうとすると、まさかの「マジで!?電マ挿入!?」眠気も覚めて勃起するチ○ポを抑えられず、妹に躾の一環だとお仕置きSEX!!!（1月19日、DOC）
- ヤリマンだけどデカチンNGの幼馴染と素股していたらヌルヌルメリメリでズボッ!結局ボクのデカチンを生挿入&生中出し!超がつく程のヤリマンの幼馴染は、常に男を取っ替えひっ替え!ただそんな彼女もデカチンだけは気持ち良すぎて好きになっちゃうという理由で絶対NG!ボクの童貞が発覚するとヤラせてあげよっか?とヤリマン発言!しかしボクのデカチン勃起を目にしたら「やっぱりダメ!大き過ぎて好きになっちゃうから」と言ってヤラせてくれない。でもヤラせて欲しいと食い下がったら「挿れるのはダメだけど擦り付けるだけだったらいいよ…」と素股OKに。だけど擦り付けていたらさすがヤリマン。股間がすぐ濡れ始めズボッと生挿入で即中出し!怒られると思いきや、「もう!好きになっちゃうじゃん」とボクに抱きついてくると、キス連発!猫撫で声でボクに甘えて来ては何度もおかわりFUCK!（1月19日、Hunter）
- 貫通ザーメン! 暴発パン中手コキ 〜パンツの中に忍び寄る手淫。下ろさない事で増す羞恥心、比例する感度〜（1月19日、SEX Agent）
- 先生に放課後ここに来るように言われました。 先生に中出しされました（1月26日、I.B.WORKS）※「つばさ」名義
- ショートヘアが可愛い巨乳いもうと♡ ラブラブ近親中出し性交♡ つばさ20歳 Gカップ 身長150cm つるつるのパイパン♥（1月30日、ケートライブ）※「つばさ」名義
- 固定バイブだるまさんが転んだ 7（2月1日、はじめ企画）
- 下半身タッチNGのセクキャバで体験入店の女子ばかりを言葉巧みにオトし本番中出しする悪徳客の実態を捉えた! 4（2月1日、変態紳士倶楽部）
- わたし…痴女します! 雛菊つばさ 痴女化計画（2月2日、クリスタル映像）
- 「えっ!?なんでみんなTバック?」 ナースさんだらけのシェアハウスに入居したら男はボク1人で、しかもみんな普段からTバックだった! 都会に憧れて引っ越した先はシェアハウスで、そこは欲求不満ナースさんたちが住むシェアハウスだった!しかもしかも、仕事中に下着の線が見えないようにとTバックを履いているせいか毎日Tバック生活!だからチラッと見えるTバックのエロ過ぎるお尻にもう我慢出来ず勃起しまくり!その勃起チ○ポを巡って我先にとボクを狙ってきた!（2月7日、Hunter）
- 『あっ!これ以上ダメ!挿っちゃうよ!お兄ちゃんもしかして挿れたいの?』 『でもダメだよ!擦り付けるだけの約束でしょう??』 巨乳すぎる義妹と素股してたら結局ヌルっとズボ!生挿入&生中出し!!突然出来た義理の妹はかわいくてちょっと気が弱くて押しにも弱い超が付くほどの巨乳ちゃん!!家では無防備無警戒だから、胸の谷間は丸見えでしかもパンチラも丸見え!!そんなの見たら当然ボクはフル勃起!!勃起していたら義妹にバレてしまった!!後に引けないボクは正直に『ヤリタイ』と言ったら困惑気味の義妹!!でも押しに弱いのは知っていたので何度もお願いしたら『擦り付けるだけだったらいいよ』と素股OKに!!それでも満足できないボクは偶然を装いネジ込もうと腰を動かしたら『動かしちゃダメ!挿っちゃいそうだよ』と義妹は言うけどボクの腰は止まりません!!そうしたら遂にヌルヌルズボっと生挿入!!気持ち良すぎて中に出しちゃいました!!さすがに怒られるかと思ったら更にスイッチが入った義妹がド淫乱に!!そして足がピーンと突っ張ってしまうほど、何度も何度もいキまくり!で何度も何度もボクに生中出しを求めてきました!!（2月7日、Hunter）
- 新宿で見つけた素人お姉さんが優しく筆おろしをしてあげていたらまさかの童貞チ○ポに激ピストンされて逆に何度もイカされちゃいました。（2月8日、アイエナジー）
- 私立パコパコ女子大学 女子大生とトラックテントで即ハメ旅 05（2月9日、プレステージ）
- 顔出し!未成年の女子大生限定 ザ・マジックミラーからの脱出 素人参加型アトラクション! 友達同士の男女の大学生が2人っきりの密室でリアル中出し脱出ゲームに挑戦!! 謎解きエロミッションと人生初の生中出しSEXをクリアすることができるのか!? in池袋（2月19日、ディープス）
- 一般男女カップルモニタリング寝取り中出し痴漢 街で声をかけた一般カップルに高額報酬をちらつかせ、カップルの彼女に見知らぬ男と1時間添い寝をするだけのモニタリングと騙して、別室に誘導！密室のベッドに二人きり!セクハラしても報酬の為だと抵抗できない彼女の敏感な部分を刺激しまくってその気にさせて彼氏に内緒で寝取って中出し!（2月19日、アパッチ）
- 痴漢されている生徒を守りきれなかった女教師も巻き込んで重ねハメ強姦（2月22日、ナチュラルハイ）
- うちの娘にかぎって… 「胸ばっか撮らないでょ…」顔を真っ赤にしながらそう言うと、僕の娘は先生にカラダを許した 【寝取られ】女子○生中出し【NTR】つばさ（2月25日、ビッグモーカル）
- タイムリミット1時間 中出し寝取り! 彼氏が迎えに来るまでの1時間の間に何度も中出しして寝取っちゃいました!ボクの家をホテル代わりに使う友達は今日も彼女を連れてエッチしまくり!その友達の彼女から突然電話が…彼女は親とケンカして彼氏の家に逃げ込みたいが、彼氏はバイト中でその間待たせてというのだ…。ボクの部屋で女子と二人きりの状況に緊張しまくり…。しかも、ボクを男と思ってないのかパンチラしまくりでくつろぐ彼女に勃起してしまった。そんな勃起してしまったボクに彼女も気づき…。まさかの興奮!?こっそり浮気してしまうボクたち。しかも、勢いで中出ししてしまったら、彼女は怒るどころか中出しセックスにハマってしまい何度も求められることに!でも彼氏が迎えに来るまでの１時間しかない…（3月7日、Hunter）
- 駐輪場 巨乳着衣ローションぶっかけ痴漢（3月7日、アパッチ）
- 万引き女子●生バックヤード拘束輪姦 万引きをした女子●生を捕まえ、バックヤードに拘束して従業員全員で入れ替わり立ち替わり性的制裁を加えて犯しまくる!（3月7日、アパッチ）
- 雛菊つばさのエステしちゃうぞ（3月9日、クリスタル映像）
- 図書館 ピタパン司書 素股中出し痴漢（3月19日、アパッチ）
- アイドルになるのを夢見る巨乳女子校生・つばさ 素直で可愛いミニマム娘を手懐けてチ○コ好きな淫乱娘へと染め変えていく!!（3月25日、JUMP）
- 地味メガネっ娘巨乳パイパン受精（3月31日、メガハーツ）※「まどか」名義
- 地味で真面目な巨乳娘!優等生なのに媚薬を飲まされ想像もつかないほどの粘着ド変態ゴム無しOKのサセ神様になりましたwww（4月19日、チキチキカマー）
- 偶然呼んだデリヘル嬢はまさかの女友達!? 気まずい沈黙と嫌々なサービスの中で興奮しまくったボクは「誰にも言わないから」とチ○コを押し付けると…（4月20日、DOC）
- 放課後肉便器 9人目（4月25日、豊彦）※「辻堂みな」名義
- マジックミラー号 初めての膣内洗浄! 女子○生にマ○コを洗うと感度が上がる!? 過激な保健体育の特別講義でマ○コから大噴射! 10人中10本番!（4月26日、SODクリエイト）
- 接吻交情委員会 4 Gcup巨乳のお姉さん連続イキ（4月26日、アキノリ）
- 満員電車 おもらし痴漢（4月27日、I.B.WORKS）
- ☆ロリ巨乳の星☆ 雛菊つばさBEST 2枚組8時間（4月27日、FIRST STAR）※ベスト版
- 超高級おもてなし生本番 巨乳中出し風俗店PREMIUM（5月11日、BAZOOKA）
- 責め好きな教え子のハニートラップにハマり見事に勃起!それをネタに脅された家庭教師の僕は、みるみる性処理玩具として調教され…（5月18日、DOC）
- メガネ女子●生 サイレント絶頂イキ本屋中出し痴漢（5月19日、アパッチ）
- ヤリマンの姉をヤリチン男友達から奪いボク専用ヤリマンに! ボクの姉は引きこもりのボクにも優しくて真面目で清楚。だけど姉は実は誘われたら断れないヤリマンだったのです。親が出ている隙に、こっそり男を連れ込みエッチ。親が旅行ともなれば、複数の男を連れ込み乱交。ボクが寝ていると思っている姉は男に言われるがまま家に連れ込むのです。でも、正直覗いて盗撮しているだけでは、我慢できません!そんな姉への思いが爆発しついに、ボクは姉へヤリたい!と打ち明けたら、断れないヤリマンの姉は複雑な気分ながらもボクを受け入れてくれ、ボクだけのものになるまで何度もセックスしつづけた記録を公開します。（5月19日、お夜食カンパニー）
- 巨乳水着ギャルばかりを狙う 海の家ナンパエステ 11（6月1日、変態紳士倶楽部）
- 「私絶対こんな大きいの挿らない!絶対無理!だから擦り付けるだけにして!お願い!!」と素股を提案!! でも擦り付けていたらマ○コが濡れだしちょっとボクが腰を動かしたらヌルヌルでズボッ!うっかり生挿入しちゃったら｢ヤバイ!想像以上に気持ち良い!!止めないで!激しく突いて｣と結局生挿入SEXしちゃうことに!! ボクには小さい頃から高○生になった今でも仲がいい超カワイくて胸が大きいいわゆる巨乳の幼馴染がいます!小さい頃から親に内緒でエッチごっこと称してお互いの体を触りあったりして人には言えない秘密を共有しています。そんな幼馴染と久しぶりにエッチごっこしていたらお互い気持ち良くなってしまいヤバイこのままじゃ最後まで…と思って止めようと思ったらエッチ経験が意外と少ない幼馴染は｢このままエッチしたい｣と言い出した。当然、断る理由のないボクはOK!お互いに成長した体に貪りつくようにエッチスタート!でもSEX直前｢やっぱり無理!こんな大きいの無理!!｣と言ってボクのデカチンを拒否!｢擦り付けるだけで許して!｣と言い出し無理矢理ヤルわけにもいかず素股で我慢する事に!でも擦っていたら更に幼馴染の股間が爆濡れ状態になりボクがちょっと腰を動かしたらヌルヌルズボッとうっかり生挿入!!ヤバイ!と思ったけど怒るどころか異様に感じまくる幼馴染!!デカチン&生挿入が初めてらしく体をねじりながら連続爆イキ!!アソコの締りがいいからボクもかなり気持ちが良くて最後は何とか外出し大量胸発射!!危うく中に出しちゃうところでした!!(実はちょっと出しちゃいました)（6月7日、Hunter）
- 客引きナンパSEX in池袋・新宿・中野（6月8日、BAZOOKA）
- 淫乱母娘ナンパ やっぱり親子!恥らいイキまくり!! 8（6月10日、ホットエンターテイメント）
- 「みんなでヤッちゃっていいよ♥」 ヤリマン女子が呼んだ何も知らないウブ女子もまとめて大乱交!! ヤリマン女子が飲み会でエッチ目当ての男友達を誘ったら大勢来すぎてちょっとビックリ!いくらヤリマンとは言えこれだけの男を相手にするのは大変そう!なので、女友達を電話で誘って男友達の相手をさせようとするけど、今日来れるのはヤリマンじゃないウブ女子しかいなかった!初めての大乱交の逃げられない空気感に負けて、あれよあれよと連続種付けセックスをされるウブ女子!それでも発射し足りない絶倫ヤリチンたちを可哀想に思ったヤリマン女子は、さらにまた別の女友達を追加招集して朝までノンストップ連続大乱交!（6月19日、Hunter）
- 「ズルイ!私が先に挿れるんだから!!」 彼氏がいない欲求不満の姉友と連結だんご状態4Pに!? 夏休み、女子大生の姉が可愛い女友達を連れてお泊まり帰省!してきたのですが、姉の友達は彼氏ができないまま夏を迎えてしまい常に欲求不満!こんなボクでもワンチャンあるんじゃないか!?ってぐらいベタベタしてきてはボクの奪い合い!超密着してくるので色々な所があたって勃起してしまうと…ボクの奪い合いは本格化!連結するほどだんご状態になってまでボクのチ○ポを３人がかりで求めて来た!!（6月19日、Hunter）
- 体操部に入部したら部員がなんと僕1人!!なのに何故かマネージャーは4人いて僕の世話を何からナニまでしてくれる（7月13日、BAZOOKA）
- 「お兄ちゃん、後ろから激しく突いて!!」 超まじめな義理の妹がシャチホコ反りするほどのド淫乱に豹変!! 親が再婚してボクにまじめなメガネっ娘の義理の妹が出来た!何をするにしても控えめで性格も良くとにかくまじめ!!でも天然なのかボクの事を完全に兄として認めているのか普段、家にいる時はかなり無防備でパンチラ&胸チラ&乳首チラは当たり前!!まじめな子だからこそ指摘もしづらくて申し訳なさ過ぎて見ないようにしていたけどやはりボクも男なので見てしまいます!見ていたら勃起してしまいヤバイと思ったけど見ることを止めることは出来ず日々見続けていたら勃起…。毎日勃起していたら当然、義妹にバレてしまい慌てて隠し必死に謝罪したら目がトローンとして義妹の様子が何やらおかしい!!と思った時には妹はボクのチ○ポに貪りついてきた!!しかも「お兄ちゃん、遠慮しないで思いっきり後ろから突いて」と…まさかの超が付くほどのドスケベな妹に豹変!!遠慮なく後ろから激しく突いていたらシャチホコ反りする程何度も爆イキ!!!そして何度も何度もボクに中出しを求めるほどのド淫乱妹に!!（7月19日、Hunter）
- えっちな女子○生の淫語かたりかけぐちゅぐちゅ連続絶頂ブルマオナニー 2（7月26日、アイエナジー）
- 街角シロウトナンパ! vol.18 ガールズバー編（7月27日、プレステージ）※「ゆら」名義
- 女子●生(18)を狙ったわいせつ映像（8月1日、帝都裏映像）
- 「『私で勃起しちゃったの?』包茎チ○ポから剥けチン勃起までを見た巨乳叔母さんは子供扱いしていた甥っ子とはいえ発情を抑えられない」 VOL.2（8月1日、DANDY）
- 素敵なカノジョ 雛菊つばさ 巨乳桃尻美少女のイキまくり中出し痴女せっくす♥（8月13日、BACK DROP）※ベスト版
- 母親のおかげで同級生と毎日エッチなことをしています。 ひきこもりの息子の命令に絶対服従する母。 引きこもりのボクの家には時々クラスの委員長などがやって来ます。プリントを渡す女子がボクに学校に復帰しようと言ってくれますがそんな気にはなれません。でもセックスはしたいので、そんな時はママに頼むと部屋の鍵をかけてくれます。そうすると女子はボクとのエッチを拒否できない状況になります。だって声を出しても助けは来ないし部屋から逃げることもできませんから。暴れて面倒くさい時はママに頼むと眠らせてくれ、大人しくなってすごくエッチしやすいです。さらにママがビデオを撮影してくれるのでボクの動画コレクションは充実しまくり!後々のトラブル処理はママがやってくれるみたいですがよくわからないし興味ないです。（8月19日、Hunter）
- 現役OLのムレムレ美脚パンストにザーメンべっとり!（8月25日、シャーク）
- 地味で真面目だった幼馴染に久しぶりに再会。いまだオトコを知らないだろうとバカにしていたら超絶痴女になっていた!! 見た目と裏腹な凄テクに童貞の僕はあっさり筆おろしさせられちゃいました。（9月14日、SCOOP）
- 田舎育ちの素人巨乳女子校生は、見ず知らずの元気のないオジサンチ○ポを前に赤面! フェラして貰ってムクッと勃起! 汚れなき乙女たちのマ○コにズボッと挿入! 健気な初心っ子たちの顔面にザーメンをドピュっと発射!（9月27日、MERCURY）
- 連れ込み部屋 2 〜玩具で責めで放置され、快楽堕ちした女2名〜（9月28日、MAD）
- 雨の日大好きはしゃいじゃう♪ Gカップ純朴娘に中出し!!（9月29日、ビッグモーカル）※「つばさ」名義
- 制服コスプレリフレ盗撮 01（10月5日、プレステージ）
- 120%リアルガチ軟派伝説 vol.65 in 三重（10月19日、プレステージ）
- 魅惑のおっぱい奴隷 07 欲情マ○コにたっぷり中出し（11月2日、MAD）
- ダメ!!お兄ちゃんもう止めて!!お願い!壊れちゃう!何度もイっちゃってるから!もう許して!! イってもイってもイキ止まらないハードピストンでヤリマン女でもエビ反って悲鳴をあげるほど連続爆イキ!! 突然出来た義妹は地元でも有名なヤリマン女子校出身!!普段から無防備&無警戒だからパンチラ胸チラ当たり前!!しかもボクが童貞なのを知ってわざと密着したり思わせぶりな事を言ったりヤラせてくれそうな雰囲気を醸し出してくる!!当然、ボクは毎日勃起!!あまりにも思わせぶりな態度を取ってくるから思い切って「ヤラせてくれ!」とお願いしたらさすがはヤリマン!実は童貞とヤリたかったみたいで即OK!!とにかく気持ちが良くてガムシャラに腰を激しく振っていたら義妹は何度もイっていたみたい!!イっているなんて童貞のボクには全く分からずそれでも激しく腰を振り続けたら「もう止めて!壊れちゃう!何度もイってるって!」と言って悲鳴をあげながらエビ反ってしまうほどの連続爆イキ!!義妹が休む暇もないほどイってもイっても激しく腰を振って何度もイカせちゃってしまいました!当然、何度も何度も中に出させていただきました!!（11月7日、Hunter）
- 満員電車超密着ノーピストン中出し痴漢 2（11月7日、アパッチ）
- 一人暮らしのボクの部屋に泊まりに来た巨乳の従姉妹が翌朝、ノーブラで僕の白いYシャツを着ていた! 無防備な谷間に思わず超勃起!……でもっておにいちゃんならいいよと言われ我慢できずに童貞チ○ポでナマ挿入! 2（11月9日、SCOOP）
- 僕のぶかぶかの服を着た幼なじみの横乳がヤバすぎる!見て見ぬふりをシテいたら挑発がますますエスカレート!おさえきれずに襲ったら彼女もぐっちょり濡れていてお互い大興奮でゴムも着けずに生挿入でナマイキ!!（11月23日、SCOOP）
- 恨みを買った女子が、拘束されて見覚えのない男に何度もハメられ反応がなくなるまでイカされる一部始終（12月7日、お夜食カンパニー）
- センズリのお手伝いして下さい! 可愛い女の子に握らせて射精するまでシコらせch 5（12月10日、ブリット）

- ROCKET×近親相姦11周年記念作品 スケベな家族対抗! 近親相姦ハメハメ冬季スポーツ大会 4組16名の仲良し家族がゲレンデをバックに常にハメたまま冬のスポーツでガチ対決! 親子でチンプレー、マンプレー大賞2019（1月10日、ROCKET）
- 職場の同僚の前でメイクを落として顔も体もすっ裸に! すっぴんディープキス射精我慢選手権 ばっちりメイクの仕事モードよりノーメイクの方が可愛かった! 初めて見る素顔に燃え上ってすっぴんベロチューSEX（1月24日、ROCKET）※「りえ」名義
- 我が家の飲み会に招待した友人夫婦を酔わせ自慢のサウナ付き風呂を勧め寝取り作戦開始。 奥さんにデカチンをチラつかせると欲情していたので旦那が傍にいるのに混浴中出しセックスした件。（2月1日、変態紳士倶楽部）
- 初めての極太ディルドで体ビクビク足腰ガクガク敏感おま○こトロトロ即イキ羞恥オナニー 丸ノ内OL編 3（2月1日、変態紳士倶楽部）
- 凄テク嬢を隠し撮り。乳首をコリッコリに責められスローオイル手コキで焦らされ極限まで高められた後に睾丸がカラッカラになるまで連続射精させられたボクの一部始終（2月1日、変態紳士倶楽部）
- ヂュポ!ヂュルヂュル! そんなに音をたててフェラしたら周りに気付かれちゃいます! 図書館で難しそうな本を読んでいる真面目なメガネ美人の横であえてエロい本を読んで見せつけるようにフル勃起!それに気づいたメガネ美人は本を見るのをそっちのけで勃起チ◯ポに興味津々!勃起チ◯ポを見つめ続けるメガネ美人は興奮しまくりで淫乱化寸前!そして遂に我慢できなくなったメガネ美人はボクの股間に手を伸ばして、ファスナーを開け勃起チ◯ポを取り出しフェラ!完全にスイッチが入り淫乱化した真面目なメガネ美人は図書館にヂュルヂュル!と音が響き渡るほどいやらしく激しくチ○ポにしゃぶりついてきた!当然それだけではおさまらず人気の無い場所でチ◯ポを求められ…（2月7日、Hunter）
- ここ最近ハメた素人娘達から厳選して巨乳でエロかった4人の本番映像。（2月8日、SCOOP）
- 考察妄想倶楽部 隠れて濡れマン下心（4月1日、OFFICE K'S）
- 顔面舐め手コキ（4月1日、OFFICE K'S）
- パイズリ痴漢 温泉旅館で火照った谷間マ○コにチ○ポを挿入され赤恥イキする巨乳女（4月11日、ナチュラルハイ）
- 吸い込みが物凄い素人娘たちのバキュームフェラチオ 2 完全撮りおろし 200分15人（4月26日、S級素人）
- SUPERパックリまんこアップ 4時間SP vol.11（5月1日、サルトル映像出版）
- 痴漢師に服の中で乳首をイジられ敏感すぎて抵抗できない美乳女 3 女子○生SP（5月9日、ナチュラルハイ）
- 満員バスで背後から制服越しにねっとり乳揉み痴漢され腰をクネらせ感じまくる巨乳女子○生 7（5月23日、ナチュラルハイ）
- 憧れのカノジョ（7月19日、クリスタル映像）

### VR
2017年
- 先生の勃起チ●ポをペロペロしてあげる♥（5月12日、KMPVR）
- お兄ちゃんのオチ●ポ、いっぱいコキコキしてあげるからザーメンたくさん出してね♥（5月12日、KMPVR）
- 女子校生たちと教室でハーレム中出しSEX（5月29日、KMPVR）
- 激ハメ生中出し! 美マンにブチ込め!!（6月5日、ブイワンVR）
- 2発射SPECIAL 生中出し オイルエステ（10月21日、ブイワンVR）
- これからこの巨乳と…SEXします! ずっと狙っていた後輩とドッキドキの初エッチ!（10月23日、CRYSTAL VR）
- 裏クチコミ評価5のビジネスホテル 〜巨乳マッサージ師達とまさかのエロ展開〜（12月8日、CASANOVA）
- 私は痴女 VR 絶対落ちない?これがつばさの面接必勝法!!（12月11日、CRYSTAL VR）
- 放課後♥ブルマ 優等生と中年教師の不釣り合いなカンケイ♥ ver.VR（12月15日、ドリームチケット）
- 思春期女子の実態（12月22日、CASANOVA）

2018年
- 仮想現実ライブチャット つーちゃんログイン中（1月26日、CASANOVA）
- 妹と禁断エロ展開（2月23日、CASANOVA）
- かわいいパイパンメイドと中出しエッチ！ボクのことを好き過ぎるご奉仕メイドとのなんともうらやましい日常。（5月30日、CRYSTAL VR）
- おにぃちゃん♡って慕ってくる近所の教え子の誘惑に我慢出来なくて生SEX中出し!それでもギンギンでおかわりフェラで口内射精しちゃいました。（8月23日、4KVR）
- 男子がとても少ない僕の学校では女子の力が圧倒的。真面目な僕をパンチラ・胸チラで挑発し遊ぶ女子たちに思わず勃起!意外に大きい僕のチ●ポを見た女子たちは興味津々で…（7月31日、TMAVR）
- 鬼畜!追跡!!逃げ場なし!!! パニックハウス（10月19日、WAAPグループ VR）
- 僕の知らない鬼畜な叔母（11月16日、WAAPグループ VR）

2019年
- オジサンの俺が制服美少女『雛菊つばさ』チャンと新婚ラブラブ中出し性活!（1月25日、こあらVR）
- 唾飲みVR 3 ハーレム唾たらしSP（3月22日、SODVR）
- 僕の周りは女性ばかり! ギュウギュウ車内で顔面目前キス寸前! 満員電車ラッキーポジションVR（4月5日、SODVR）
- ワリキリのつもりだったのにイカされまくって自分からキス求めちゃう恵体少女つばさちゃん 【生ハメ】 何度も繰り返すベロキスと左右オッパイ交互吸いと接近するデカ尻アナルと覆いかぶさり正常位とバックと目の前オッパイ騎乗位とキスしまくり対面座位（4月25日、アリスJAPAN VR）
- 聴覚刺激VR オナニー女子の吐息・耳舐め・愛液音（5月11日、SODVR）
- Gカップ美巨乳の極上フェラテクにチ●ポの感度上がりまくりでギンギン勃起MAX 最高の口内発射でヌかれる悦び（6月22日、TEPPAN VR）
- 美少女愛 つばさ（8月29日、WOW!）

### イメージDVD
- おっぱい☆ぱんち（2019年4月26日、スパイスビジュアル）※「本仮屋めい」名義

## 雑誌
- 月刊DMM 2016年12月号（ジーオーティー） - インタビュー